# エチェバリ
エチェバリ(バスク語: Etxebarri)は、スペイン・バスク州ビスカヤ県のムニシピオ（基礎自治体）。コマルカ（郡）としてはグラン・ビルバオの構成自治体のひとつであり、ビルバオ都市圏に含まれている。1970年代末の民主化移行期以後に4度の公式名変更を経験しており、1983年まではスペイン語化された綴りのEchévarri（読みはバスク語同様にエチェバリ）が公式名だった。

## 歴史
カスティーリャ地方からビスカヤ県ウルドゥニャ/オルドゥニャを経由してビスケー湾岸のベルメオに至る交易路の途中の町として、エチェバリという地名が初めて登場したとされる。
1950年の人口は約1,500人だったが、1950年代以降にビルバオ都市圏が急速な工業化を進めると、ビルバオに隣接するエチェバリには製造業施設が数多く建設され、1960年には人口が4,000人を超した。住宅地としての需要も増加し、1990年代には6,000人を超した。2005年にはメトロ・ビルバオがエチェバリまで延伸され、2008年には人口が9,000人に達した。

## 地理

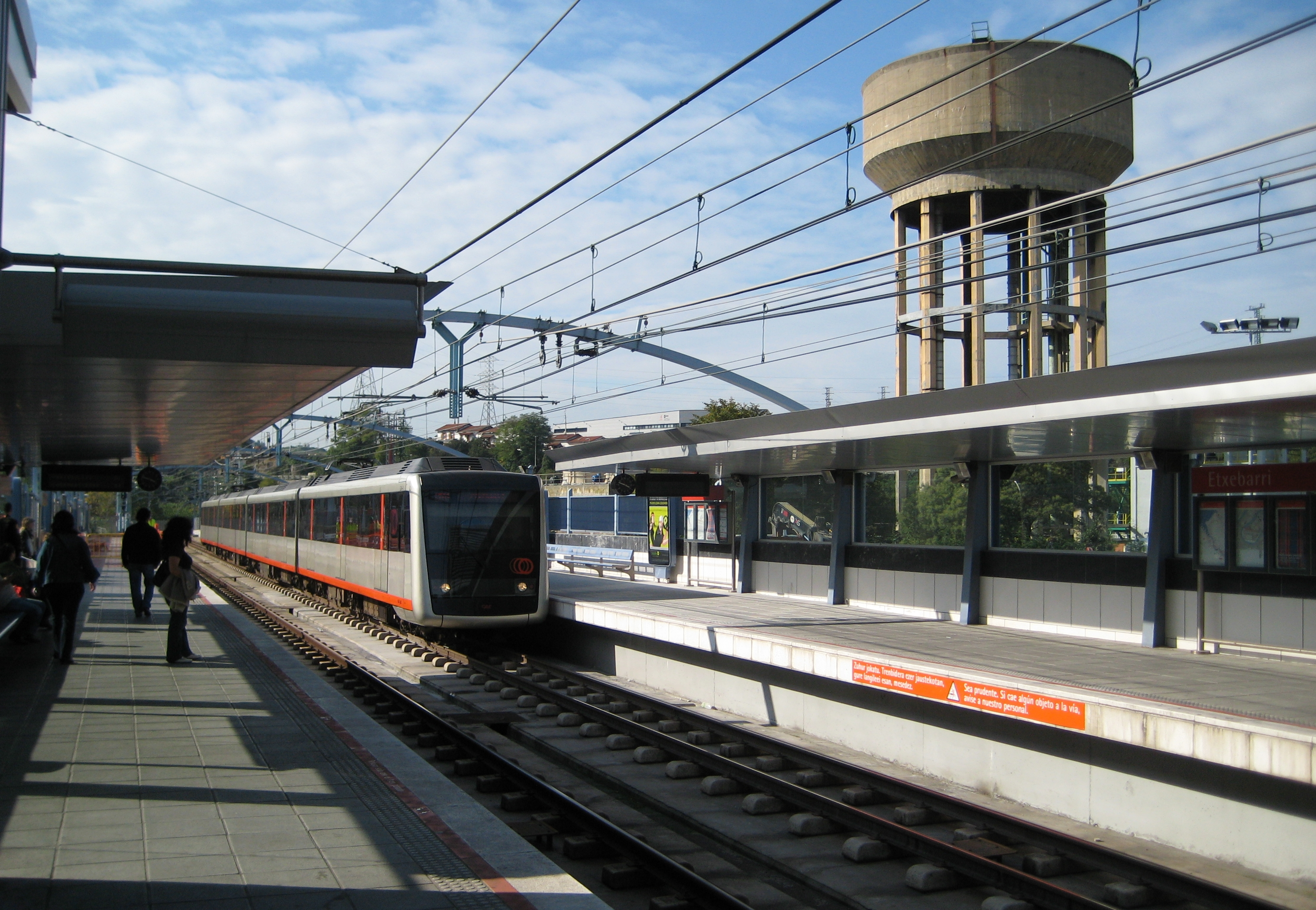
メトロ・ビルバオのエチェバリ駅

西はビスカヤ県の県都ビルバオ、北はサムディオ、東はガルダカオ、南はバサウリと隣接している。自治体南部をネルビオン川が蛇行して流れており、その蛇行部には多くの製造業施設、メトロ・ビルバオ（ビルバオ地下鉄）やバスク鉄道の鉄道駅、市庁舎などが立地している。旧来からの市街地は蛇行部と山地の中間にあり、自治体北部はアルチャンダ山などの山地である。かつてのエチェバリはネルビオン川流域に形成された農村集落だった。

### 地区
エチェバリは6地区に分かれている。
| - ドネステベ/サン・エステバン - レギサモン - ククイアガ | - サン・アントニオ - アメソラ - サンタ・マリナ |

## 交通
メトロ・ビルバオ（ビルバオ地下鉄）のエチェバリ駅は1号線(L-1)と2号線(L-2)それぞれの駅であり、1号線はエチェバリ駅が起点駅/終着駅であるが、2号線はさらに東側にバサウリのアリス駅が存在する。ビルバオ方面の隣駅であるボルエタ駅とともに地上駅であり、エチェバリ駅前にはパークアンドライド用の駐車場が設置されている。将来的には5号線(L-5)が開業する予定である。
エチェバリバスが2路線を運行している。10分間隔で運行される1系統はメトロ・ビルバオのエチェバリ駅とサンタ・マリナ地区を結んでおり、30分間隔で運行される2系統はエチェバリ駅やバスク鉄道の鉄道駅とポリゴノ地区を結んでいる。

## 名称

### -1983年: Echévarri
バスク語でetxeは「家」、barriは「新しい」を意味し、Etxebarriは「新しい家」を意味する。1930年代末から1970年代半ばのフランコ独裁政権時代にはバスク地方でバスク語が抑圧され、バスク語を公の場で使用することができなかった。1970年代末の民主化移行期にバスク州が発足し、バスク語が国家公用語であるスペイン語と並ぶ公用語に指定されると、バスク州の各地でバスク語を尊重した自治体名の改名が行われた。

### 1983年-1985年: Etxebarri-Doneztebeko Elizatea
1983年以前の公式名はスペイン語名のEchévarri（エチェバリ）だったが、1983年には公式名がEtxebarri-Doneztebeko Elizatea（エチェバリ-ドネステベコ・エリサテア）に変更された。スペイン語のEchévarriがバスク語のEtxebarriに変更された上に、エチェバリに所在する「サン・エステバン教会の扉」を意味する名詞がハイフンの後ろに連結された。自治体名は完全にバスク語化されたが、1986年時点のエチェバリのバスク語話者比率は5.7%に過ぎなかった。

### 1985年-1994年: Anteiglesia de San Esteban de Etxebarri, Etxebarri-Doneztebeko Elizatea
1985年には公式名がAnteiglesia de San Esteban de Etxebarri, Etxebarri-Doneztebeko Elizatea（アンテイグレシア・デ・サン・エステバン・デ・エチェバリ、エチェバリ-ドネステベコ・エリサテア）に変更された。ハイフンの後ろの名詞は変わらないが、この名詞のスペイン語訳がカンマの前に連結され、スペイン語とバスク語を併記した、いわゆるバイリンガル地名となった。前半部分はスペイン語でありながら、スペイン語のEchévarri ではなく本来バスク語のEtxebarriが用いられており、地名としてはEtxebarriという綴りが言語を問わず定着したとみることができる。カンマで連結された場合は全体で単一の名称であることを意味するため、スペイン語でもバスク語でも公的文書では必ず全名が使用される。スペインでも例を見ない長さの公式名であり、民主化以後のバスク州において公式名にカンマを用いた初の事例だった。

### 1994年-2005年: Etxebarri, Anteiglesia de San Esteban-Etxebarri Doneztebeko Elizatea
1985年の公式名変更では問題も生じた。公式名の綴りがこの土地固有の地名であるEtxebarriの「E」ではなくAnteiglesiaの「A」から始まることで、電話帳などで自治体名を検索する際に混乱を呼んだとされる。1994年以後の2度の改名は、いずれも同じ市長が主導して行ったものである。1994年には公式名がEtxebarri, Anteiglesia de San Esteban-Etxebarri Doneztebeko Elizatea（エチェバリ、アンテイグレシア・デ・サン・エステバン-エチェバリ・ドネステベコ・エリサテア）に変更された。カンマがハイフンに置き換えられたが、記号としての意味は変わらず、全体で単一の名称であることを意味する。また、土地の固有名詞であるEtxebarriが最前部に移された。公式名変更を問う自治体議会での採決は、賛成10、反対1、棄権2の賛成多数で大きな問題もなく承認された。

### 2005年-: Etxebarri
2005年にメトロ・ビルバオがこの自治体まで延伸するのを控え、「名称使用の合理化と簡素化」を理由に、2005年には公式名がEtxebarri（エチェバリ）に変更された。1994年同様に大きな問題もなく自治体議会で承認され、エウスカルツァインディア（バスク語アカデミー）も名称変更が妥当なものであると認めている。
| 自治体公式名の推移 | 自治体公式名の推移                                                      | 自治体公式名の推移                                                                          |
| 期間               | 公式名                                                                  | 日本語発音                                                                                  |
| ------------------ | ----------------------------------------------------------------------- | ------------------------------------------------------------------------------------------- |
| 1983年以前         | Echévarri                                                               | エチェバリ                                                                                  |
| 1983年-1985年      | Etxebarri-Doneztebeko Elizatea                                          | エチェバリ-ドネステベコ・エリサテア                                                         |
| 1985年-1994年      | Anteiglesia de San Esteban de Etxebarri, Etxebarri-Doneztebeko Elizatea | アンテイグレシア・デ・サン・エステバン・デ・エチェバリ、エチェバリ-ドネステベコ・エリサテア |
| 1994年-2005年      | Etxebarri, Anteiglesia de San Esteban-Etxebarri Doneztebeko Elizatea    | エチェバリ、アンテイグレシア・デ・サン・エステバン-エチェバリ・ドネステベコ・エリサテア     |
| 2005年以降         | Etxebarri                                                               | エチェバリ                                                                                  |

## 政治
1987年自治体議会選挙
- 総人口6,431人、有権者数4,443人

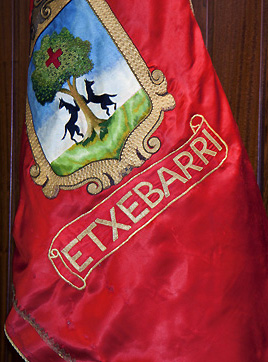
エチェバリの自治体旗

エチェバリの自治体紋章

- 投票数3,126票、棄権数1,317票、有効票3,077票、無効票49票、白紙票26票

| 政党                         | 得票数 | 得票率 | 議席数 |
| ---------------------------- | ------ | ------ | ------ |
| バスク社会党(PSE-PSOE)       | 1.260  | 40,95% | 6      |
| バスク連帯(EA)               | 434    | 14,10% | 2      |
| 無所属者グループ(AIAB)       | 427    | 13,88% | 2      |
| バスク民族主義党(EAJ-PNV)    | 393    | 12,77% | 2      |
| エリ・バタスナ(HB)           | 342    | 11,11% | 1      |
| エウスカディコ・エスケラ(EE) | 101    | 3,22%  | 0      |
| 国民党(PP)                   | 94     | 3,05%  | 0      |

1991年自治体議会選挙
- 総人口6,776人、有権者数4,637人
- 投票数3,099票、棄権数1,538票、有効票3,060票、無効票39票、白紙票18票

| 政党                          | 得票数 | 得票率 | 議席数 |
| ----------------------------- | ------ | ------ | ------ |
| ラ・ボス・デル・プエブロ(LVP) | 1.155  | 37,75% | 6      |
| バスク社会党(PSE-PSOE)        | 686    | 22,42% | 3      |
| バスク連帯(EA)                | 394    | 12,88% | 2      |
| バスク民族主義党(EAJ-PNV)     | 374    | 12,22% | 1      |
| エリ・バタスナ(HB)            | 268    | 8,76%  | 1      |
| エウスカディコ・エスケラ(EE)  | 74     | 2,55%  | 0      |
| 国民党(PP)                    | 71     | 2,32%  | 0      |
| 民主社会中道(CDS)             | 16     | 0,52%  | 0      |

1995年自治体議会選挙
- 総人口6,557人、有権者数5,175人
- 投票数3,612票、棄権数1,563票、有効票3,589票、無効票23票、白紙票25票

| 政党                          | 得票数 | 得票率 | 議席数 |
| ----------------------------- | ------ | ------ | ------ |
| ラ・ボス・デル・プエブロ(LVP) | 2.058  | 57,34% | 9      |
| バスク民族主義党(EAJ-PNV)     | 455    | 12,68% | 2      |
| バスク社会党(PSE-EE)          | 415    | 11,56% | 1      |
| バスク連帯(EA)                | 310    | 8,64%  | 1      |
| エリ・バタスナ(HB)            | 194    | 5,41%  | 0      |
| 国民党(PP)                    | 132    | 3,68%  | 0      |

1999年自治体議会選挙
- 総人口6,438人、有権者数5,546人
- 投票数3,653票、棄権数1,893票、有効票3,629票、無効票24票、白紙票22票

| 政党                          | 得票数 | 得票率 | 議席数 |
| ----------------------------- | ------ | ------ | ------ |
| ラ・ボス・デル・プエブロ(LVP) | 2.125  | 58,56% | 9      |
| バスク民族主義党(EAJ-PNV)     | 456    | 12,57% | 1      |
| バスク社会党(PSE-EE)          | 388    | 10,69% | 1      |
| バスク市民(EH)                | 251    | 6,92%  | 1      |
| バスク連帯(EA)                | 243    | 6,70%  | 1      |
| 国民党(PP)                    | 143    | 3,97%  | 0      |

2003年自治体議会選挙
- 総人口7,125人、有権者数6,281人
- 投票数4,594票、棄権数1,687票、有効票4,421票、無効票173票、白紙票21票

| 政党                                         | 得票数 | 得票率 | 議席数 |
| -------------------------------------------- | ------ | ------ | ------ |
| ラ・ボス・デル・プエブロ(LVP)                | 2.693  | 60,91% | 9      |
| バスク民族主義党(EAJ-PNV)                    | 688    | 15,56% | 2      |
| バスク社会党(PSE-EE)                         | 295    | 6,67%  | 1      |
| バスク連帯(EA)                               | 288    | 6,51%  | 1      |
| ラ・ウニオン・ソシアル・デル・プエブロ(LUSP) | 210    | 4,75%  | 0      |
| 国民党(PP)                                   | 169    | 3,82%  | 0      |
| バスク統一左翼(EB-IU)                        | 57     | 1,29%  | 0      |

2007年自治体議会選挙
- 総人口8,158人、有権者数6,794人
- 投票数4,148票、棄権数2,646票、有効票3,947票、無効票201票、白紙票38票

| 政党                          | 得票数 | 得票率 | 議席数 |
| ----------------------------- | ------ | ------ | ------ |
| ラ・ボス・デル・プエブロ(LVP) | 2.486  | 62,98% | 10     |
| バスク社会党(PSE-EE)          | 460    | 11,65% | 2      |
| バスク民族主義党(EAJ-PNV)     | 432    | 10,95% | 1      |
| バスク連帯(EA)                | 228    | 5,78%  | 0      |
| バスク統一左翼(EB-IU)         | 163    | 4,13%  | 0      |
| 国民党(PP)                    | 140    | 3,55%  | 0      |

2011年自治体議会選挙
- 総人口10,148人、有権者数8,008人
- 投票数5,099票、棄権数2,909票、有効票5,058票、無効票41票、白紙票58票

| 政党                          | 得票数 | 得票率 | 議席数 |
| ----------------------------- | ------ | ------ | ------ |
| ラ・ボス・デル・プエブロ(LVP) | 3.212  | 64,24% | 10     |
| ビルドゥ                      | 594    | 11,88% | 1      |
| バスク民族主義党(EAJ-PNV)     | 464    | 9,28%  | 1      |
| バスク社会党(PSE-EE)          | 431    | 8,62%  | 1      |
| 国民党(PP)                    | 173    | 3,46%  | 0      |
| バスク統一左翼(EB-IU)         | 126    | 2,52%  | 0      |

## 公式サイト
- 公式ウェブサイト （バスク語） （スペイン語）